# Abdi İpekçi Caddesi

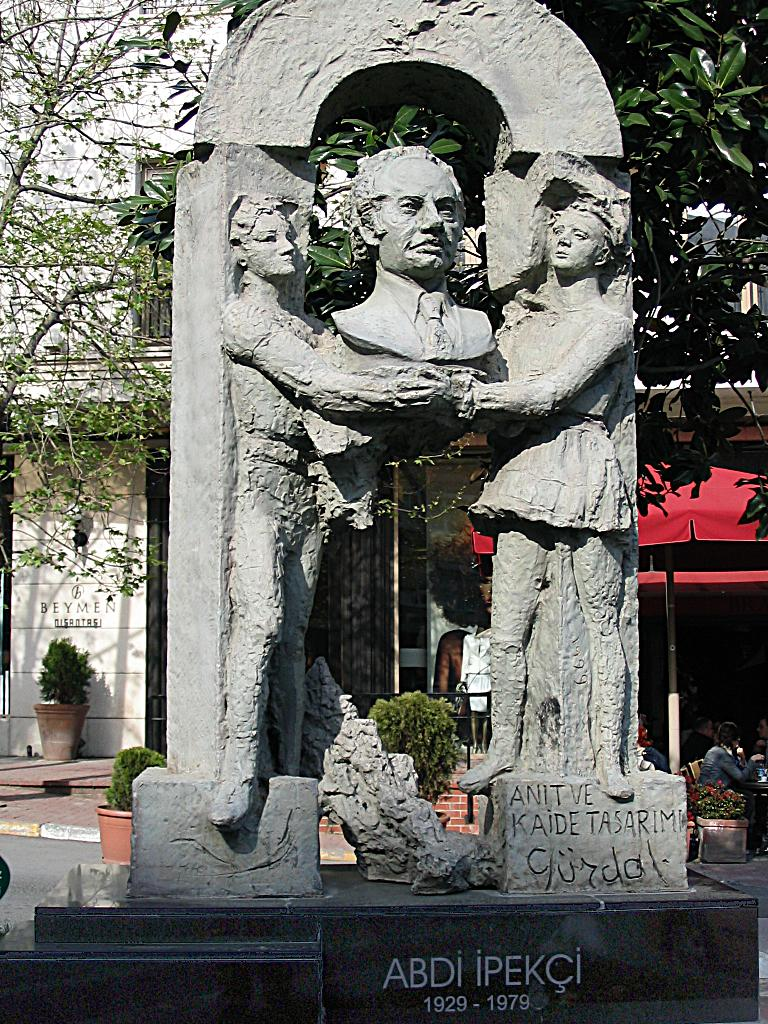
Il memoriale ad Abdi İpekçi

Abdi İpekçi Caddesi è una strada del quartiere di Şişli di Istanbul e una delle principali vie dello shopping della capitale della Turchia.
Lunga 700 metri si snoda attraverso i quartieri Maçka e Teşvikiye e termina nel quartiere Nişantaşı.
Nel corso dell'ultimo decennio, la strada ha visto l'apertura di diversi negozi di lusso, che l'hanno resa la via con gli affitti più costosi per i negozi dell'intera Turchia e una delle più care al mondo.
La strada è stata intitolata al famoso giornalista Abdi İpekçi, caporedattore del principale quotidiano turco Milliyet, assassinato il 1 febbraio 1979 in questa strada davanti al suo appartamento da Mehmet Ali Ağca, che in seguito divenne famoso per il fallito attentato a Papa Giovanni Paolo II.